# 에반 헌터

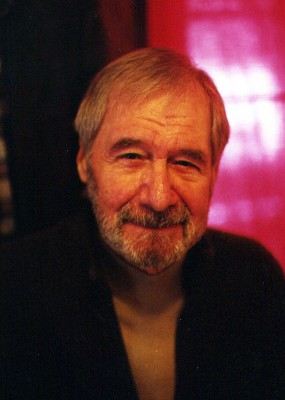
2001년 모습

에반 헌터(Evan Hunter, 본명: 살바토레 앨버트 롬비노, Salvatore Albert Lombino, 1926년 10월 15일 ~ 2005년 7월 6일)는 미국의 범죄물 및 미스터리 소설 작가였다. 경찰 수사 장르의 주요 요소로 간주되는 필명 에드 맥베인(Ed McBain)으로 출판된 87지구 소설의 작가로 가장 잘 알려져 있다.
그의 다른 주목할만한 작품으로는 문제가 있는 도심 학교의 삶에 대한 반자전적 소설인 "The Blackboard Jungle"이 있으며, 이 소설은 1955년 동명의 히트 영화(폭력 교실 (1955년 영화))로 각색되었다. 그는 또한 대프니 듀모리에 단편 소설을 바탕으로 앨프리드 히치콕의 1963년 영화 새 (소설)의 각본을 썼다.
1952년에 이 이름을 합법적으로 채택한 헌터는 존 애보트, 커트 캐논, 헌트 콜린스, 에즈라 해넌, 리처드 마스턴 등의 필명도 사용했다.